# Anđeo čuvar
 Ovo je glavno značenje pojma Anđeo čuvar. Za druga značenja pogledajte Anđeo čuvar (razdvojba).
Anđeo čuvar jest anđeo zadužen za zaštitu i vodstvo pojedine osobe ili skupine ljudi. Vjerovanje u anđele čuvare i slična zaštitnička bića seže u davna vremena, a razvoju misli o anđelima zaštitnicima i njihovu ustrojstvu u kršćanstvu posebno je doprinio Pseudo-Dionizije Areopagit u 5. stoljeću.
Teologija anđela i duhova zaštitnika proživjela je mnoga usklađivanja od 4. stoljeća. I na Istoku i na Zapadu vjeruje se da anđeli čuvari štite bilo koju osobu kojoj ih Bog dodijeli uz to zagovarajući kod Boga njezinu dobrobit.
U Katoličkoj Crkvi 2. listopada slavi se blagdan svetih anđela čuvara. Uveo ga je papa Pavao V. 1608. na molbu cara Ferdinanda II. Krajem istoga stoljeća blagdan je proširen na sve zemlje pod habsburškom vlašću na molbu Leopolda I. U Opći rimski kalendar uveo ga je papa Klement X. 1670.

## Podrijetlo
Vjerovanje da Bog šalje duha zaštitnika svakoj osobi bilo je uobičajeno u starogrčkoj filozofiji – tako se spominje u Platonovu Phaedu (§ 108).
Prema Leu Treppu u kasnom židovstvu razvijeno je vjerovanje prema kojemu ljudi imaju predstavnika na nebu, anđela čuvara. Trepp drži kako ta zamisao vuče podrijetlo iz Zoroastrizma." Vjerovanje da anđeli mogu biti pomoćnici i zagovornici ljudi nalazi se u Knjizi o Jobu (Job 33, 23-6), i u Danielu (Dan 10, 13), gdje se čini da su anđeli bili dodijeljeni i nekim državama. U potonjem slučaju »knez kraljevstva perzijskoga« bori se s Gabrielom. Isti redak navodi »Mihael, jedan od prvih Knezova, dođe mi u pomoć«. Mihael je jedan od rijetkih anđela u Bibliji spomenutih imenom. U Novom zavjetu u Judinoj poslanici (1, 9) stoji: »Kad se Mihael arkanđeo s đavlom prepirao za tijelo Mojsijevo...« Knjiga Enohova, dio kanonskih zapisa Etiopske pravoslavne tevahedo Crkve, kaže da će Bog »postaviti stražu svetih anđela nad svim pravednicima« (1 En 100, 5) da ih čuvaju na završetku vremena, dok će grešnici biti uništeni.
U Evanđelju po Mateju (Mt 18, 10), Isus govori o djeci: »Pazite da ne prezrete ni jednog od ovih najmanjih jer, kažem vam, anđeli njihovi na nebu uvijek gledaju lice Oca mojega, koji je na nebesima.« Najčešće tumačenja ovoga je da su djeca u zaštiti njihovih anđela čuvara, čini se da ovo potkrepljuje i Poslanica Hebrejima (Hebr 1, 14) kad o anđelima govori: »Svi ti zar nisu služnički duhovi što se šalju služiti za one koji imaju baštiniti spasenje?«
U Djelima apostolskim (Dj 12, 12-15) još je jedan nagovještaj vjerovanja da je točno određeni anđeo zadužen čuvati svaku pojedinu osobu. Nakon što je svetog Petra anđeo izveo iz tamnice pošao je u kuću »Marije, majke Ivana nazvanog Marko«. Sluškinja Ruža prepoznavši Petrov glas trči javiti da je Petar pred vratima. Skupiba je prvo u nevjerici, ipak na koncu odgovara: »Bit će njegov anđeo!« (Dj 12, 15). Uz ovu pisanu potvrdu Petrov anđeo postao je u umjetnosti najčešće prikazivan anđeo, tako da je uvijek prisutan na slikama Petrova izlaska iz tamnice. Najpoznatiji prikaz ovog događaja naslikao je slavni Rafael na freski Oslobođenje svetog Petra u Vatikanu.

## Judaizam
U Rabinskim spisima, rabini bilježe da doista postoje anđeli čuvari koje je Jahve postavio da paze na ljude.
| „                     | Naši Mudraci blagoslovljeni sjećanjem kazivali su da iako čovjek ne vidi čega bi se trebao bojati, njegov anđeo čuvar, koji je na nebu, vidi prijetnju; stoga je čovjek u strahu. | ” |
| — Raši o Daniel 10 7, | |   |

Suvremeni rabini pojašnjavaju da je zbilja moguće da ljudi imaju anđele čuvare. Bog pazi na ljude te izravno odgovara na njihove molitve tako da su u ovom smislu anđeli poslanici koji pomažu u ovoj zadaći, ipak, ne moli ih se izravmo nego su dio međudjelovanja između molitve i odgovora.

## Kršćanstvo
Crkveni oci nisu sasvim dosljedni o tome brinu li se anđeli čuvari neprekidno za svaku pojedinu osobu ili ne, stoga ovo ne ulazi u »članke vjere«, iako je ideja jasno vidljiva i u Starom i u Novom zavjetu. Prema svetom Jeronimu zamisao je u »duhu Crkve« te tvrdi »kako je veliko dostojanstvo duše, jer svakoj je od rođenja dodijeljen anđeo da je čuva.«
Prvi kršćanski teolog koji je razradio osnovnu shemu anđela čuvara je Honorius Augustodunensis iz 12. stoljeća, tvrdeći da je svakoj duši pri njezinu utjelovljenju dodijeljen anđeo čuvar. Skolastički teolozi proširili su i uredili sistematiku anđeoskih čuvara. Toma Akvinski se slagao s Honoriusom i vjerovao kako je najniži red anđela zadužen za služenje kao čuvari. Njegov pogled je imao najveći utjecaj na popularnu misao, iako je Ivan Duns Škot smatrao da bilo koji anđeo može prihvatiti ovo poslanje.  
Stoljećima kasnije, 1997. papa Ivan Pavao II. u Regina Coeli navodi: »Pozovimo Kraljicu anđela i svetih, da nam ona da, pomognuta našim anđelima čuvarima, da budemo istinski svjedoci Gospodinova pashalnog misterija«.

### Stari zavjet
Pojam anđela čuvara jasno je vidljiv u Starom zavjetu, a njegov razvoj je jasno obilježen. Stari zavjet poima Božje anđele kao pomagače i, ponekad, posebne poslanike koji se bave osobama ili svjetovnim dužnostima.
U Postanku 28-29, anđeli nisu samo izvršitelji Božjega gnjeva prema gradovima u ravnici, nego i izbavljaju Lota iz opasnosti; u Izlasku 32 34, Bog govori Mojsiju: "Anđeo će moj pred tobom ići." U znatno kasnijem razdoblju odvija se Tobijina povijest, koja može poslužiti kao komentar riječi psalma 91 11: "Jer anđelima svojim zapovjedi da te čuvaju na svim putima tvojim." Naposljetku, u Knjizi Danielovoj 10 anđelima su povjerene određene pokrajine, jednog se naziva "knez kraljevstva prezijskog", a Mihael je "jedan od prvih Knezova."

### Novi zavjet
U Novom zavjetu koncept anđela čuvara može se točnije pratiti. Anđeli su posvuda posrednici između Boga i ljudi; Krist je zapečatio starozavjetno učenje: "Pazite da ne prezrete ni jednog od ovih najmanjih jer, kažem vam, anđeli njihovi na nebu uvijek gledaju lice Oca mojega, koji je na nebesima." (Matej 18 10). Ovdje se očituje dvostruko viđenje koncepta anđela: čak i mala djeca imaju anđele čuvare, a ovi isti anđeli ne gube Boga iz vida unatoč činjenici da izvršavaju poslanje na zemlji.
Drugi primjeri u Novom zavjetu su anđeo koji je pomagao Kristu i anđeo koji je izveo svetog Petra iz tamnice. Poslanica Hebrejima 1 14 najjasnije rasvjetljava učenje: "Svi ti zar nisu služnički duhovi što se šalju služiti one koji imaju baštiniti spasenje?" Dakle, svrha anđela je dovesti ljude u Nebesko Kraljevstvo.

### Anđeli čuvari i djeca
Jean Daniélou u svojoj studiji o judeokršćanstvu piše:

Upečatljiva je činjenica da se može dokazati da je kasnija teologija posudila doktrinu anđela čuvara u judeokršćanstvu.  Klement Aleksandrijski,. ..  piše u Eclogae Propheticae:  'Zapisi govore da su izložena djeca povjerena anđelu čuvaru, koji ih podiže i pomaže im odrastati; i oni će biti poput vjernih koji su stari sto godina' (XLI. 1).  Kasnije Klement navodi istu doktrinu, koja proizlazi iz istih osnova, a koju izričito povezuje s Petrovim otkrivenjem:  'Božja providnost ne obuhvaća samo one koji su od mesa, primjerice Petar u svojom otkrivenju kaže, "Pobačena djeca povjerena su anđelu čuvaru kako bi postigavši udio u spoznaji mogla prispjeti boljoj sudbini"' (XLVIII, 1). 

Daniélou također zamjećuje:

Anđeo mira pojavljuje se u judeokršćanstvu, on je zadužen za primanje duše koja napušta tijelo te ju odvodi u raj.  Thus Ašerova oporuka kaže: Ako čovjek umre u miru, odlazi anđelu mira, koji ga vodi u vječni život' (VI, 6; cf. također Benjaminova oporuka VI, 1; Danova oporuka VI,5). U ranijim otkrivenjima, gdje su anđeli zaduženi čuvati tijela svetaca, ne nalazimo ovaj nauk (Adamov život, 46-47); i u Novom zavjetu, Judina poslanica 9, te uistinu više podsjeća na helenističko učenje anđela pratioca duše, iako ne proizlazi iz njega. Kasnije preuzima važnu ulogu u kršćanskoj liturgiji, koja je kako se čini drevno naslijeđe iz judeokršćanstva.

### Odnosi s anđelima čuvarima
Kršćanski mistici povremeno su javljali o odnosima i razgovorima s njihovim anđelima čuvarima koji su trajali i po nekoliko godina. Dva primjera su sveta Gemma Galgani i Maria Valtorta (Spjev o Bogočovjeku), obje su izvijestile o opsežnim vizijama Isusa i Marije. Pobožnost anđelu čuvaru promicali su Padre Pio i ini.
Katolička mističarka sveta Gemma Galgani, tvrdila je razgovarala sa svojim anđelom čuvarom. Navela je da joj je njezin anđeo čuvar bio učitelj i vodič, povremeno je zaustavljajući govoriti u neprikladnim prilikama.

### Kršćanska molitva
Dvije tradicijske katoličke molitve anđelu čuvaru u Hrvatskoj.
Anđele čuvaru mili,
svojom snagom me zakrili.
Prema Božjem obećanju,
čuvaj mene noću, danju.
Osobito pak me brani,
da mi dušu grijeh ne rani.
A kad s ovog svijeta pođem,
sretno da u nebo dođem
da se ondje s tobom mogu,
vječno klanjat dragom Bogu.
Amen.
Anđele moj dragi
moj čuvaru blagi.
Nek je/Budi tebi hvala
što me čuvaš mala.
Čuvaj me (i brani) dok živim
da ništa ne skrivim.
Amen.
Molitva anđelu čuvaru na latinskom:
Angele Dei,
qui custos es mei,
me, tibi commissum pietate superna,
illumina, custodi,
rege et guberna.
Amen.
Na blagdan svetih anđela čuvara, u Večernjoj molitvi časoslova (Antifona ad Maginificat) pjeva se: Sancti Angeli, custodes nostri, defendite nos in praelio, ut non pereamus in tremendo judicio. („Sveti anđeli, čuvari naši, branite nas u boju, da ne propadnemo na strašnome Sudu.”)
Molitva Istočnih pravoslavnih crkava anđelu čuvaru:
Anđele Kristov, čuvaru moj sveti i pokrovitelju duše i tijela moga, oprosti mi sve što zgriješih u današnji dan, i izbavi me od svakog lukavstva neprijateljskog mi protivnika, da ne bih nikakvim grijehom razgnjevio Boga mog, no moli se za mene griješnog i nedostojnog slugu, da me pokažeš dostojna dobrote i milosti Presvete Trojstva, i Majke Gospodina moga Isusa Krista, i svih svetih. Amen.

## Islam
Muslimani vjeruju u Mu'aqqiba. Prema mnogim muslimanima, svaka osoba ima dva anđela čuvara, po jednoga sa svake strane.

## Zoroastrizam
Poznati su pod imenom Arda Fravaš (Sveti anđeli čuvari). Svaku osobu prati anđeo čuvar, koji je osobni vodič kroz život. 
Početno su čuvali granice raja, ali su se dobrovoljno spustili na zemlju kako bi pratili osobe do kraja njihovih života.